# Tre fonti e tre parti integranti del marxismo
Tre fonti e tre parti integranti del marxismo (in russo: Три источника и три составных части марксизма) è un articolo scritto da Lenin, che dà una breve analisi delle radici storiche, dell'essenza e della struttura del marxismo. Fu scritto in occasione del 30º anniversario della morte di Karl Marx. Venne pubblicato per la prima volta sulla rivista giuridica del POSDR (b) Просвещение ("Illuminazione") (1913, numero 3).
La frase «La dottrina di Marx è onnipotente perché è vera», tratta dall'articolo, divenne una delle citazioni più utilizzate nei materiali di propaganda sovietici (slogan, manifesti, iscrizioni sui monumenti, e così via).

## Descrizione

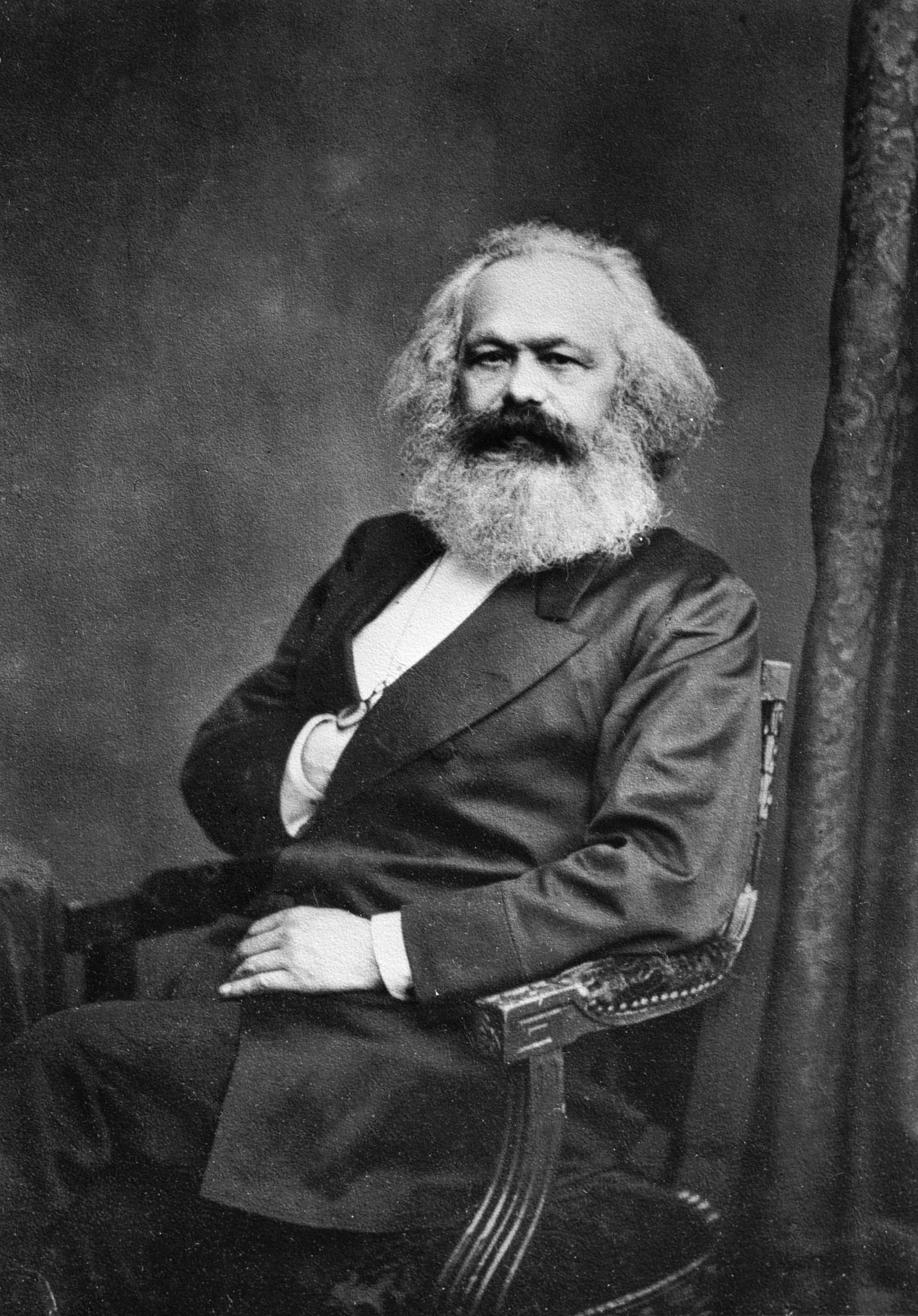
Karl Marx

Nell'introduzione, Lenin, polemizza con gli avversari che definiscono il marxismo come una sorta di "setta incamminatasi da sola a piedi sulla strada maestra dello sviluppo della civiltà mondiale". Egli indica che gli insegnamenti di Marx, "sono emersi come la continuazione diretta e immediata degli insegnamenti dei più grandi rappresentanti della filosofia", e che sono "quanto di meglio creato dall'umanità nel XIX secolo davanti alla filosofia tedesca, all'economia politica inglese, e al socialismo francese". In accordo con questa definizione, Lenin elenca tre fonti per il marxismo:
- La filosofia tedesca classica;
- L'economia politica (borghese) inglese;
- Il socialismo utopistico francese.

Queste tre fonti vengono esaminate da Vladimir Lenin, nel suo articolo, insieme ad altri componenti del marxismo.
La prima sezione dell'articolo è dedicato alla filosofia. Delineando le basi della filosofia marxista, Lenin sottolinea la sua natura materialistica, dimostrando come essa sintetizzi i migliori risultati del materialismo francese del XVIII secolo e la filosofia del filosofo tedesco Ludwig Feuerbach. La definizione di "dialettica" come "dottrina dello sviluppo", viene definita un'importante acquisizione della filosofia classica tedesca, assimilata e sviluppata in modo creativo dal marxismo, il sistema di cui diventa la metodologia dialettica della conoscenza scientifica e dei cambiamenti rivoluzionari nel mondo. La scoperta dei fondamenti della società materialistica di Marx sono per Lenin "tra i più grandi successi del pensiero scientifico".
La seconda sezione dell'articolo è dedicata alla dottrina economica di Marx. Lenin dà anche una valutazione degli insegnamenti degli economisti politici britannici Adam Smith e David Ricardo, campioni dell'economia capitalistica, che esaminando i rapporti tra le merci tralasciavano le relazioni tra le persone, e quindi non erano in grado di rivelare l'essenza del plusvalore. Questo contrasta con la teoria marxiana del valore, che è servita come base di una vasta analisi scientifica del sistema capitalista, pietra angolare di tutta la teoria economica di Marx.
La terza sezione di questo articolo è dedicato all'insegnamento del socialismo di Marx. Ammettendo che i maggiori critici del capitalismo furono i socialisti utopisti, Lenin critica la debolezza del socialismo utopico, che non riusciva a comprendere "l'essenza della schiavitù salariata sotto il capitalismo, né a scoprire le leggi del suo sviluppo", e non ha forze che possano creare una nuova società. In questo Lenin si oppone alla teoria economica di Marx sulla lotta di classe, che afferma l'inevitabilità del crollo del capitalismo; Lenin, infatti, individua una forza che dovrebbe essere il "becchino" del capitale, e cioè la classe dei proletari. Secondo l'autore, la classe proletaria, in virtù della sua posizione sociale, è in grado di "spazzare via il vecchio e creare il nuovo".

## Influenza intellettuale
A causa della sua brevità, Tre fonti e tre parti integranti del marxismo fu uno dei più fondamentali testi didattici nel sistema di istruzione secondaria e superiore dell'URSS. Il suo contenuto venne studiato nell'ambito dei corsi universitari di "Economia politica" e "Comunismo scientifico".